# العسكرة الألمانية

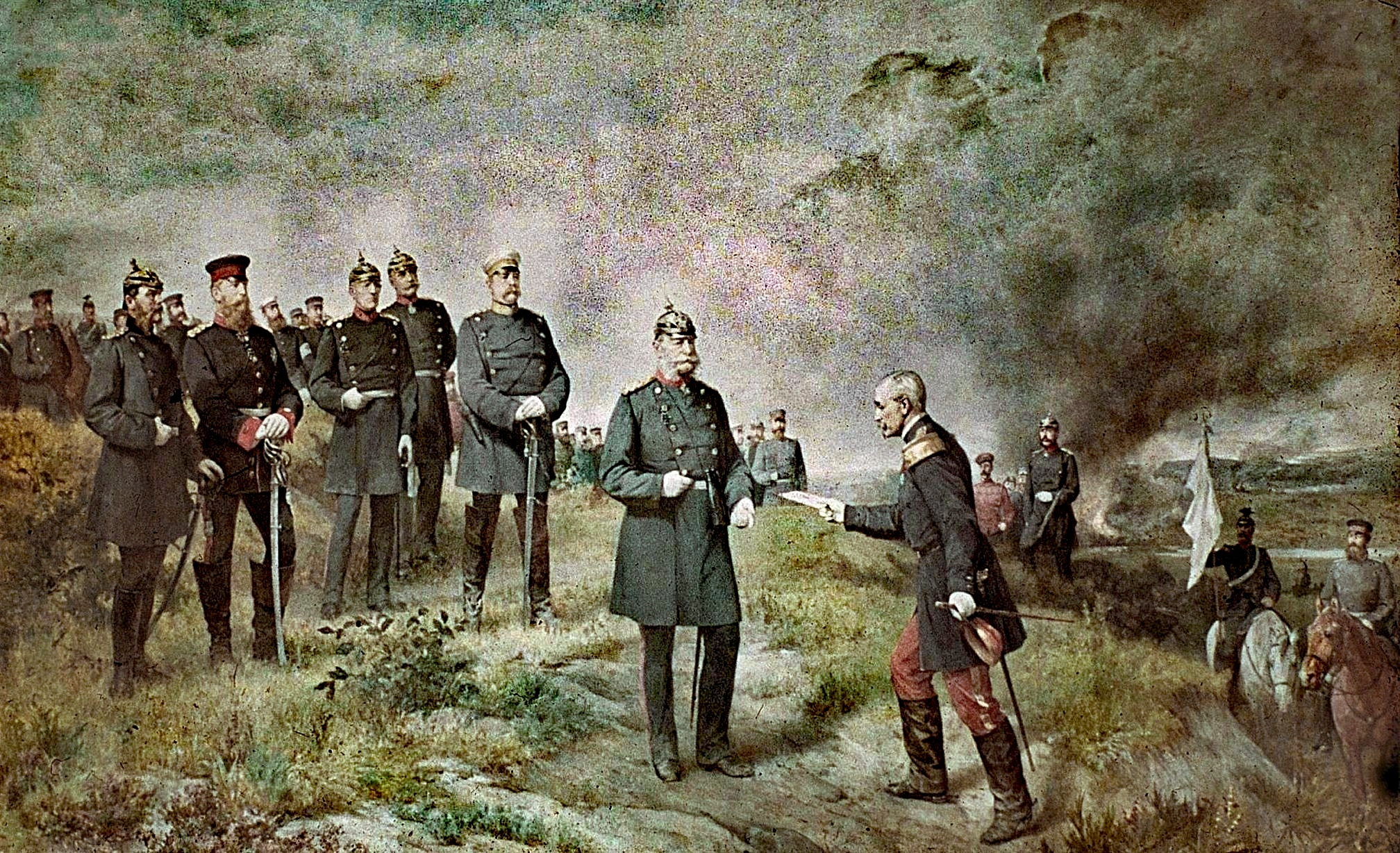
لوحة بعد معركة سيدان 1870 – جزء من الثقافة العسكرية البروسية.

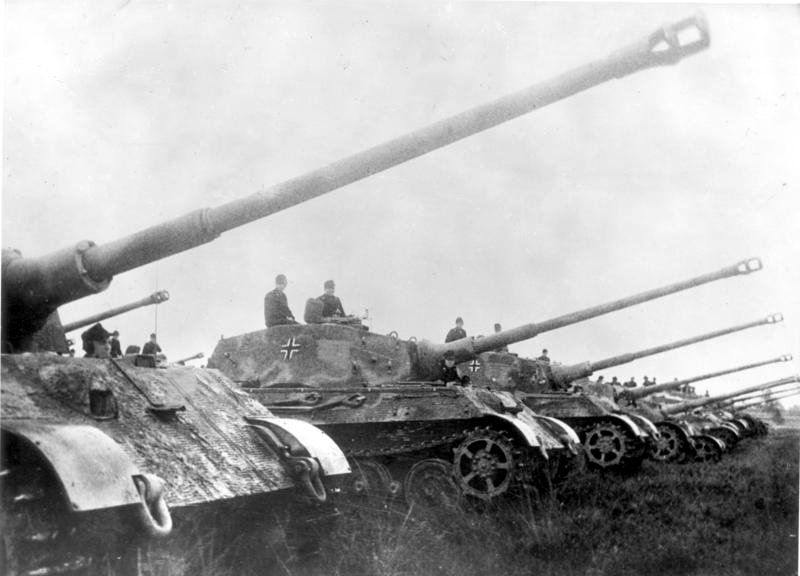
دبابة النمر 1 خلال ألمانيا النازية.

العسكرة الألمانية كانت ظاهرة ثقافية واجتماعية واسعة بين 1815 و1945، تطورت من فكرة الجيش الدائم في القرن الثامن عشر. أدت زيادة الهياكل العسكرية في الإمبراطورية الرومانية المقدسة إلى تغلغل الثقافة العسكرية في الحياة المدنية. اعتمدت دول ألمانية عديدة جيوشًا دائمة، وكان الجيش البروسي أبرزها. لعبت الإمبراطورية النمساوية دورًا مهمًا حتى 1866.
خلال القرن التاسع عشر، ارتبطت الميلتارية بـالقومية الألمانية، وتحولت الخدمة العسكرية إلى "مدرسة الأمة". أدى ذلك إلى تشكيل مجتمع هرمي وموحد، وظهور حركات شبه عسكرية. بلغت الظاهرة ذروتها في النصف الأول من القرن العشرين مع الحرب العالمية الأولى والحرب العالمية الثانية، تلاها توجه نحو اللاعسكرية والسلامية بعد 1945.

## الجذور البروسية
منذ صلح وستفاليا 1648، بدأ حكام بروسيا في بناء جيش دائم منظم، وبلغت ميزانية الجيش 73٪ من ميزانية الدولة في عهد فريدريك فيلهلم الأول. تحول الجيش إلى العمود الفقري للدولة، حتى وُصف بأنها "جيش له دولة".

## القرن التاسع عشر والإمبراطورية الألمانية
شهدت بروسيا تحديثًا في التسليح والنقل (السكك الحديدية) وتطور المجمع الصناعي العسكري بقيادة شركات مثل كروب. بعد توحيد ألمانيا (1871)، أصبح الجيش رمزًا للوحدة الوطنية. رُوّج لفكرة الحرب كأمر حتمي ومُقدّس، ودخلت القيم العسكرية في التعليم والحياة اليومية.

## الحرب العالمية الأولى
مع اندلاع الحرب 1914، دعمت معظم القوى السياسية "هدنة القلعة" وارتفع نفوذ القيادة العليا للجيش الألماني. استُخدم الأبطال العسكريون كرموز قومية، وانتشرت أساطير مثل أسطورة لانغمارك.

## بين الحربين
بعد الهزيمة في 1918، حافظت الرايخسفير على نفوذها كـ"دولة داخل الدولة"، وظهرت تشكيلات شبه عسكرية مثل الفريكوربس. استُخدم "أسطورة الطعنة في الظهر" لتغذية النزعة الانتقامية.

## الحقبة النازية
أعاد أدولف هتلر التجنيد الإلزامي ووجه المجتمع نحو الحرب الشاملة. خضعت الاطفال والشباب لبرامج تلقين عسكرية عبر منظمات مثل شباب هتلر.

## ما بعد 1945
في ألمانيا الغربية، بُنيت البوندسفير عام 1955 مع ضمانات دستورية لمنع عودة الميلتارية التقليدية. أما ألمانيا الشرقية فأسست الجيش الشعبي الوطني برؤية "اشتراكية" مضادة للماضي، لكنها حافظت على طابع اجتماعي عسكري حتى 1989.

## ألمانيا الموحدة
بعد 1990، خُفض حجم القوات وأُلغيت الخدمة الإلزامية في 2011، وتحوّل التركيز إلى المهام الخارجية والدفاع المشترك ضمن الناتو. عادت مناقشة الإنفاق العسكري إلى الواجهة بعد غزو روسيا لأوكرانيا 2022.